# La Collection Brading
La Collection Brading (The Brading Collection) est un roman policier de la romancière britannique Patricia Wentworth paru en 1950. Il s'agit d'un titre de la série policière ayant pour héroïne Miss Maud Silver.
Traduit de l'anglais par Bernard Cucchi, il est publié en France aux éditions 10/18 le 7 décembre 2000 dans la collection Grands détectives.

## Résumé
Lewis Brading fait appel à Miss Silver par peur pour sa collection de bijoux de très grande valeur. Mais celle-ci refuse. 
Quelques jours plus tard, à son country club, Brading est trouvé mort dans une pièce sans fenêtre et verrouillée de l'intérieur. Prise de remords, Maud Silver va tout faire pour se racheter en élucidant cette énigme en chambre close pour démasquer le coupable.